# ماندابه
ماندابه (به لاتین: Mandabe) یک منطقهٔ مسکونی در ماداگاسکار است که در مهابو واقع شده‌است. ماندابه ۲۷٬۰۰۰ نفر جمعیت دارد و ۲۸۹ متر بالاتر از سطح دریا واقع شده‌است.